# Parafia Świętego Stanisława Biskupa w Kujakowicach Górnych
Parafia Świętego Stanisława Biskupa – polska rzymskokatolicka parafia, znajdująca się we wsi Kujakowice Górne, należąca do dekanatu kluczborskiego w diecezji opolskiej.

## Historia parafii
Parafia powstała w 1318 roku, a miejscowość należała wówczas do Krzyżowców z Czerwoną Gwiazdą. Obecny, w stylu neobarokowym wygląd kościoła parafialnego pochodzi po przebudowie w latach 1909-1912.
Proboszczem parafii jest ksiądz Werner Joachim Skworcz.

## Liczebność i zasięg parafii
Parafia liczy 997 mieszkańców, swym zasięgiem obejmuje miejscowości:
- Kujakowice Górne,
- Kujakowice Dolne.

### Przedszkola i szkoły
- Publiczne Przedszkole w Kujakowicach Dolnych
- Publiczna Szkoła Podstawowa w Kujakowicach Dolnych,
- Publiczne Gimnazjum w Kujakowicach Górnych.

## Proboszczowie

### Przed 1945
• ks. Richard Scheich 

### Po 1945
- ks. Karol Piechota,
- ks. Jerzy Gruchman,
- ks. Michał Zawadecki,
- ks. Józef Marfiany,
- ks. Krzysztof Wollek,
- ks. Hubert Wurst
- ks. Joachim Morcinek (1987–2010)[3]
- ks. Werner Skworcz (2010– )[4][5]